# Dominik Coco
Pour les articles homonymes, voir Coco.
Dominik Coco est un chanteur né le 24 octobre 1966 à Pointe-à-Pitre, en Guadeloupe.

## Biographie

### Jeunesse
Dominik Coco grandit dans la ville de Sainte-Anne et précisément dans le quartier La kou zaboka, cour de l'avocatier, dans lequel il dit avoir gardé des souvenirs vivaces. La kou zaboka, comme beaucoup de cours qui structuraient autrefois l'urbanisme antillais et autour desquelles les habitations étaient construites, était donc une petite place sur laquelle se déroulait une vie de quartier et fut un lieu de convivialité, d'échanges et de solidarité.
Parmi les autres souvenirs qui ont influencé sa culture musicale, il mentionne aussi l'importance qu'a eu la musique gwoka sur son éveil musical notamment à travers des interprètes comme Esnard Boisdur, les membres de la famille Geoffroy, le groupe Kan'nida et le groupe Akiyo. Et depuis 1998, à travers ses morceaux, Dominik Coco puise dans ses racines et sa culture créole (contes traditionnels) afin de relier les musiques guadeloupéennes traditionnelles telles que le gwoka ou la biguine avec celles contemporaines comme le hip-hop, le dancehall, la salsa et le reggae.

### Carrière
D'abord interprète dans le groupe Liquid Ice, il intègre ensuite le groupe Volt-Face fondé en 1990 par Georges Decimus et y côtoie Catherine Thelamon, Jeff Joseph, Dominique Panol et Fabert Thénard. De cette participation il sera d'abord considéré comme chanteur de zouk, grâce à ses succès comme Clair obscur et Fo'w rouvini, avant de commencer sa carrière solo plus proche de ses aspirations.

## Discographie
- 1990 : Hot Tension (feat. Volt-Face)
- 1992 : La Vwa (feat. Fabert)
- 1994 : Doubout (feat. Volt-Face)
- 1998 : Natirèl poézi
- 1999 : Liberté Savane
- 2002 : Hit (compilation)
- 2003 : Lakou Zaboka
- 2005 : Live-la
- 2008 : Lèspri Kaskod
- 2011 : Live à La Cigale (DVD pour les 20 ans de carrière)
- 2013 : ZoukaKo (édition Collector)
- 2016 : Dans la calebasse de mon île[4]